# بهناز سلجوقی
بهناز سلجوقی (متولد ۶ آذر سال ۱۳۷۶، هرات، افغانستان) رئیس دفتر تشریفات مجالس آذین در هرات است. وی در سال ۱۳۹۵ وارد دانشگاه جامی شده و در رشته حقوق مصروف کسب تحصیل گردید بهناز در دوران تحصیل آغاز به تجارت نموده و بعد از گذشت یکسال از تجارت اش موفق به کسب تندیس بی بی خدیجه (رقابتی که سالانه در میان بانوان بازرگان تمام افغانستان برگزار می‌شود) شد وی مؤسس اولین دفتر تشریفات مجالس مخصوص بانوان در افغانستان می‌باشد. بانو سلجوقی به حیث جوان‌ترین عضو بانوان بازرگان افغانستان بشمار می‌رود در حالی که بانوان بازرگان افغان مشکلات زیادی را متحمل می‌شوند.
بهناز سلجوقی بعد از به حاکمیت رسیدن امارت اسلامی به حیث معاون اتاق بازرگانی زون غرب ایفای وظیفه مینماید .

## فعالیت در تجارت
بهناز سلجوقی از سال ۲۰۱۷ میلادی تجارت کاملاً جدیدی را در افغانستان تأسیس نمود و آن ایجاد تشریفات مجالس برای اولین بار در افغانستان بود و در سال ۲۰۱۸ تندیس بی بی خدیجه را بدست آورد. 